# Place du Jeu de Balle
La place du Jeu de Balle (en néerlandais : Vossenplein ; en bruxellois : den â met, d'où son surnom en français Vieux Marché), est une place de Bruxelles, située en plein cœur du quartier des Marolles. Chaque matin s'y tient un marché aux puces célèbre, jumelé, comme l'indique une plaque bilingue (français et dialecte bruxellois) en tôle émaillée sur une façade de la rue Blaes longeant la place, avec celui de Saint-Ouen.

## Histoire
La place du Jeu de Balle, connue sous le nom de « vieux marché », a été tracée en 1853 (1859 selon une autre source), en même temps que la rue Blaes. Comme son nom l'indique, les édiles communaux la destinaient à la pratique du jeu de balle pelote, fort prisé à Bruxelles au XIXe siècle. Son nom néerlandais actuel, « Vossenplein », rappelle qu'elle fut aménagée sur l'emplacement d'une usine de locomotives, « La société du Renard ». Le peintre Antoine Wiertz, connu pour ses tableaux de grande dimension, réalisa quelques-unes de ses œuvres les plus monumentales dans ses hangars.
L'espace laissé libre par la démolition de l'usine fut divisé entre la place du jeu de balle et la caserne des pompiers tandis qu'une partie des caves de l'ancienne usine fut conservée, sous la place. Ces souterrains servirent d'abri et d'hôpital de campagne pendant les deux guerres mondiales ; un abri anti-aérien en béton fut réalisé dans ces souterrains.

### Le marché aux puces
En 1873, le conseil communal décida d'y transférer le « marché aux vieilleries et nippes » couramment appelé par la suite le marché aux puces (« den â met », en dialecte bruxellois, en français "le vieux marché"), qui occupait alors la place Anneessens et, selon les termes d'un conseiller communal, nuisait considérablement à l'aspect des nouveaux boulevards centraux. Le marché aux puces se déroule tous les jours de 6 heures à 14 heures. Ce marché était, à l'origine, ouvert à tout le monde. De nos jours, il faut être un marchand ambulant et être inscrit auprès de la ville de Bruxelles pour pouvoir y participer en tant que "marchand abonné" ou " marchand volant".

## Édifices notables
- L'église paroissiale de Notre-Dame-Immaculée est un bâtiment de style néo-roman, construit de 1854 à 1862, et qui faisait jadis partie du couvent des Capucins. Son carillon sonne les quarts d'heure.
- L'ancienne caserne État-major des pompiers de Bruxelles en style éclectique, fut construite en 1859-60 par l'architecte Joseph Poelaert. Désaffectée en 1982 lors du déménagement de l’État-major des pompiers à l'avenue de l'Héliport, l'ancienne caserne abrite maintenant des appartements, des galeries d'art, et des magasins, tandis que son ancien portique d'entrée a été réaménagé en café.
- Un abri anti-aérien en béton datant de la Seconde Guerre mondiale se trouve sous la place ; ses entrées furent murées en 1945[2].

## Événements et folklore
- Chaque année, le 20 juillet, la veille de la fête nationale, s'y tient le Bal National[4], et le 21 juillet on peut y partager et fêter le Resto National.

## Anecdote
- Cette place est reconnue dans le monde entier grâce à Tintin : c’est en effet ici qu’il achète la maquette du bateau de la Licorne.

## Galerie de photographies

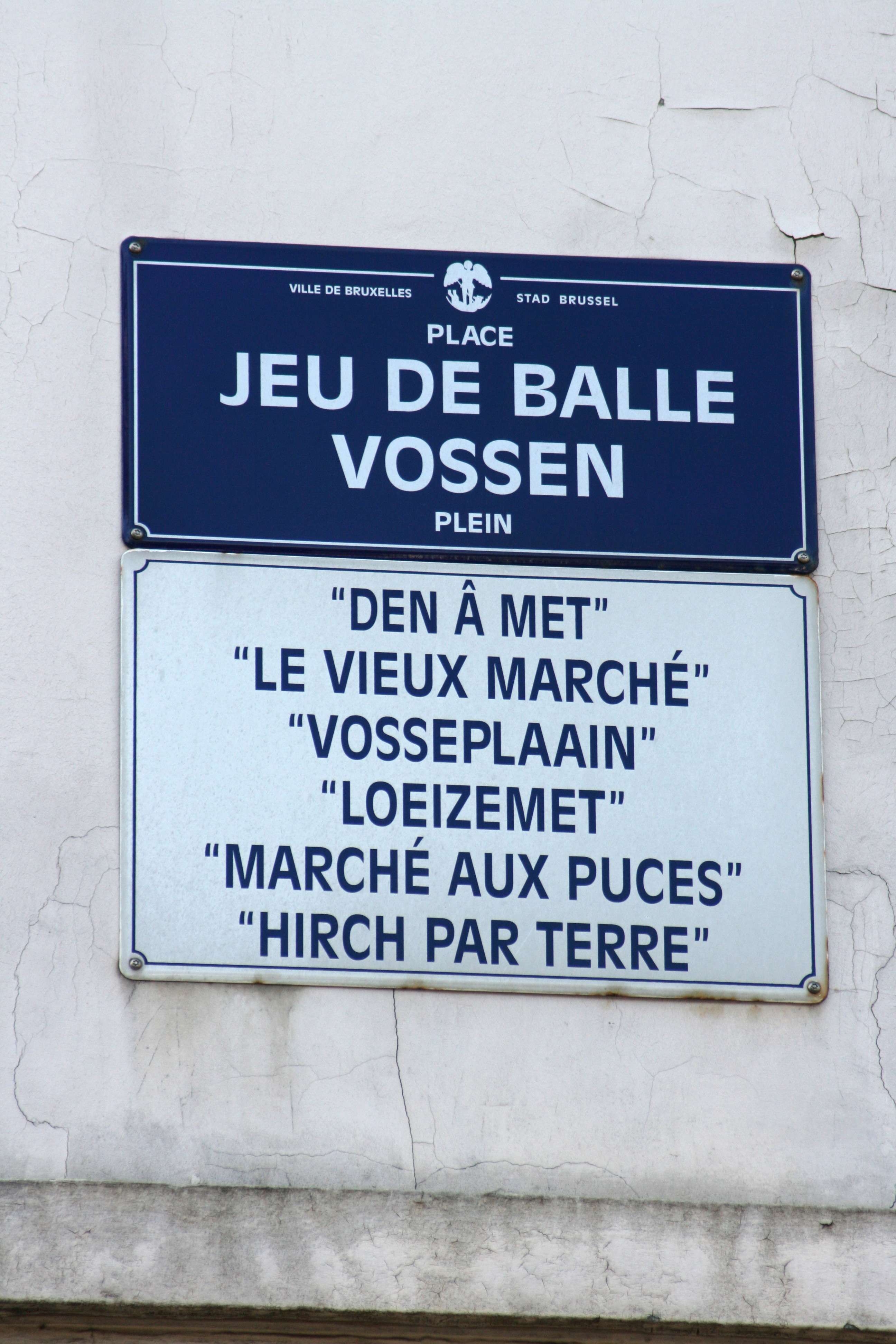
Noms officiels en français et en néerlandais, suivis d'un certain nombre de noms populaires.
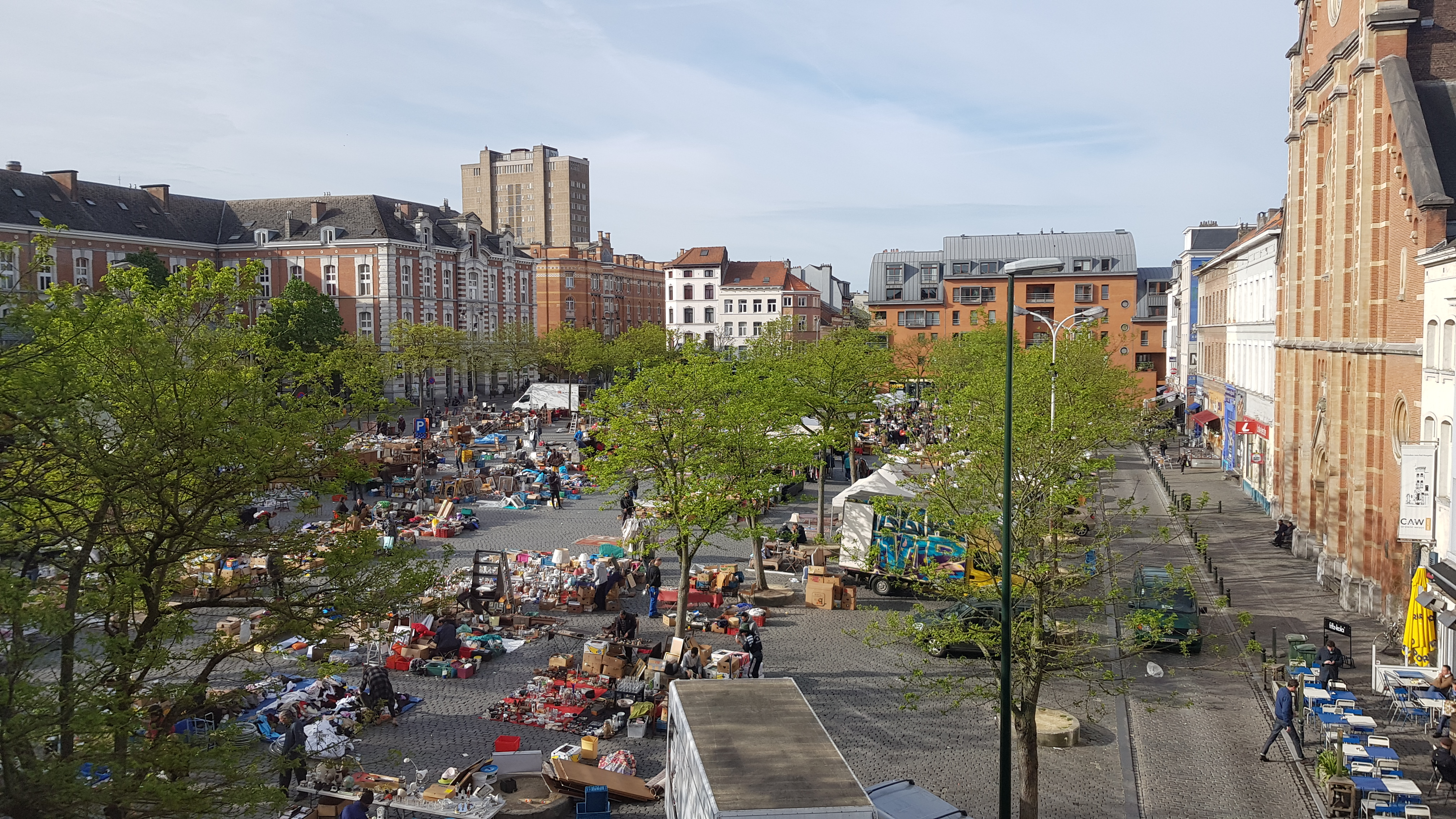
Vue panoramique de la place où se tient le marché aux puces.
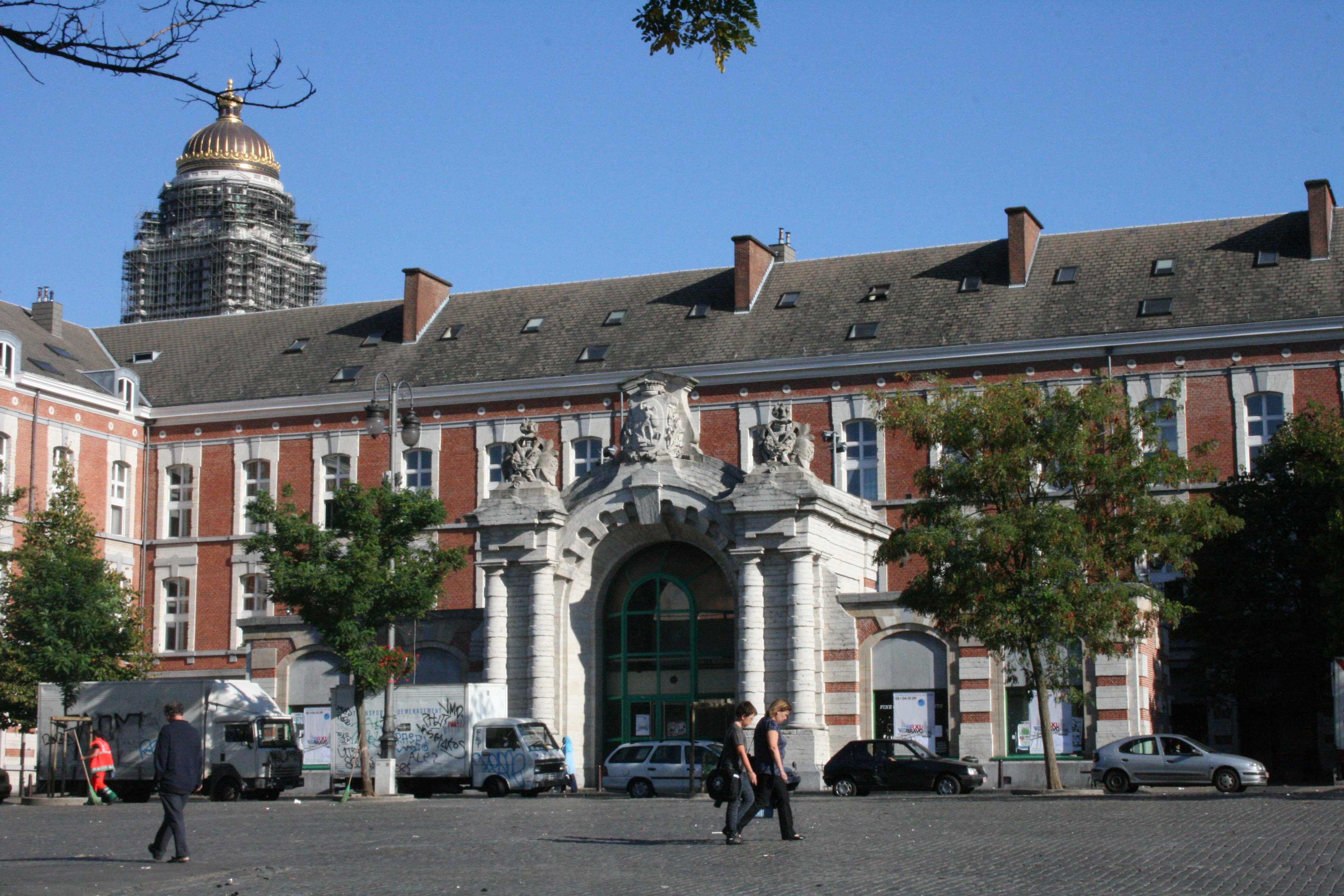
L'ancienne caserne État-major des pompiers de Bruxelles avec son portique d'entrée. En arrière-plan le Palais de justice de Bruxelles.